# Джулга (Грузия)
Джулга (груз. ჯულღა) — село в Грузии, на территории Ахалцихского муниципалитета края (мхаре) Самцхе-Джавахети.

## География
Село находится в южной части Грузии, к востоку от реки Поцхови, на расстоянии приблизительно 9 километров (по прямой) к юго-западу от города Ахалцихе, административного центра муниципалитета. Абсолютная высота — 1320 метров над уровнем моря.

## Население
По результатам официальной переписи населения 2014 года, в Джулге проживало 200 человек (81 мужчина и 119 женщин). В национальной структуре населения армяне составляли 100 %.
| Год  | Население, человек |
| ---- | ------------------ |
| 2002 | 297                |
| 2014 | ↘ 200              |